# Der große Angeber
Der große Angeber ist eine französisch-italienische Filmkomödie von Claude Pinoteau aus dem Jahr 1976. In der Bundesrepublik lief er unter dem Titel Ein großer und ein kleiner Gauner im Fernsehen.

## Handlung
Ari hat sich seit einiger Zeit aus dem Kleinkriminellengeschäft zurückgezogen und betreibt nun in Nizza ein Busunternehmen, mit dem er Reisen anbietet. Einen Monat, bevor seine Bewährungszeit abläuft, steht mit einem Mal sein früherer Kompagnon Morland vor ihm und will ihn zu einem neuen Coup überreden. Vergeblich versucht Ari, vor Morland zu fliehen, will er doch in keine krummen Geschäfte mehr verwickelt werden, zumal Morlands Pläne in der Regel schiefgehen. Am Flughafen passt Morland den Flüchtigen ab und bringt ihn mit einer kleinen Erpressung – Ari hatte versäumt, sich in Nizza anzumelden, was er als Krimineller auf Bewährung aber muss – dazu, bei seinem angeblich letzten Coup mitzumachen. Beide holen in Genua die junge Schauspielerin Amandine ab, die Morland vor einiger Zeit kennengelernt hat. Sie soll beim Coup eine junge Mutter spielen, während Ari ihren Ehemann darstellen soll. Erst jetzt erfahren beide, was Morland plant: Er will das Baby des Ölmagnaten Rifai, Selim, entführen bzw. gegen ein anderes Kind austauschen. Das so eingeplante Lösegeld würde alle drei zu reichen Menschen machen.
Um den Plan ausführen zu können, leiht sich das Trio beim zwielichtigen Tony das Kleinkind Alberto, das ein Vorzeigekind ist. Es schreit nicht und ist äußerst sauber. Amandine schließt Alberto sofort in ihr Herz und bezieht mit ihm, Ari und Morland eine kleine Wohnung in Rom. Obwohl Morland behauptet, dass sich Selim und Alberto sehr ähnlich sehen, erweist sich Selim beim Austausch im Park als blondhaarig. Auch sonst hat er wenig mit dem pflegeleichten Alberto gemein und bringt mit seinen Schreianfällen bald das gesamte Trio um den letzten Nerv. Auch Rifai zeigt sich nach kurzer Irritation von Alberto angetan und will ihn nicht mehr gegen Selim eintauschen, für den er sowieso nie Vatergefühle gehegt hat.
Zwar behauptet Morland vor Ari und Amandine weiterhin, dass alles nach Plan läuft, doch findet Ari bald darauf heraus, dass das Trio kein Geld kriegen wird. Ari und Amandine sind empört, zumal Amandine Tony den kleinen Alberto abkaufen wollte. Zwar flieht Morland zunächst, wie er es immer macht, wenn seine Pläne schiefgehen, ändert dann jedoch seine Taktik. Er geht zu Rifai, um ihn mit seinen fehlenden Vatergefühlen und der möglichen Reaktion der Presse darauf zu erpressen. Ohne sein Wissen gelingt es Amandine, Alberto an sich zu nehmen, der im Park von Rifais Villa seinem Kindermädchen entwischt. Der Verlust Albertos wird Rifai in Morlands Gegenwart überbracht. Er glaubt, dass alles Teil eines raffinierten Plans ist, und ist nun bereits, das Lösegeld zu zahlen. Da Ari auf Amandines Betreiben hin jedoch Selim zu Rifai zurückbringen lässt, bevor Morland mit dem Lösegeld verschwunden ist, geht auch dieser Plan schief und Morland ist froh, am Ende mit dem Leben davongekommen zu sein. Er sieht dennoch das Gute an seinem Plan: Er hat Ari und Amandine zusammengeführt. Beide haben zudem das Waisenkind Alberto gekauft, das nun Eltern hat. Während Ari und Amandine zurück nach Nizza reisen, schlendert Morland mit seinem letzten Geld durch Rom und trifft bald auf orientierungslose Texaner, die er als Nächstes um ihr Geld bringen will.

## Produktion
Der große Angeber basiert auf dem Roman Der Schnapp von Rennie Airth. Der Film wurde unter anderem in Rom gedreht. Er kam am 1. Dezember 1976 in die französischen Kinos und wurde dort von 708.219 Besuchern gesehen. Der große Angeber lief am 12. September 1980 in den Kinos der DDR an und wurde am 27. April 1983 auf DDR 1 im Fernsehen der DDR gezeigt. In der Bundesrepublik war er erstmals am 9. Oktober 1982 im ZDF zu sehen.

## Kritik
Für den film-dienst war Der große Angeber ein „mit spielerischer Leichtigkeit im Stil einer modernen Commedia dell’arte inszeniertes amüsantes Lustspiel mit hervorragenden Schauspielerleistungen“ „Kleinganovenduo […] plant den letzten Coup. Tolle Stars, leider mau“, befand Cinema.

## Auszeichnungen
Im Jahr 1977 wurde Claude Brasseur für Der große Angeber und Ein Elefant irrt sich gewaltig mit einem César als Bester Nebendarsteller ausgezeichnet. Georges Delerue erhielt eine César-Nominierung in der Kategorie Beste Filmmusik.